# Paralimnophila (Paralimnophila) infestiva
Paralimnophila (Paralimnophila) infestiva is een tweevleugelige uit de familie steltmuggen (Limoniidae). De soort komt voor in het Neotropisch gebied.